# Linsdorf
Linsdorf je občina v departmaju Haut-Rhin francoske regije Alzacija.
Leta 1990 je v občini živelo 226 oseb oz. 67 oseb/km².